# 동남이란어군
동남이란어군은 이란어군의 한 어군이다.